# Cesare Rosaroll
Cesare Rosaroll-Scorza (Roma, 28 novembre 1809 – Venezia, 27 giugno 1849) è stato un militare e patriota italiano, militare dell'esercito delle Due Sicilie, caduto in combattimento nella difesa di Venezia.

## Biografia
Figlio del generale e patriota napoletano Giuseppe Rosaroll (1775-1825), che era stato costretto all'esilio per aver fatto parte della rivolta costituzionale del 1820 di Napoli, seguì il padre nell'esilio in Spagna e in Grecia, dove il padre morì in combattimento nell'esercito rivoluzionario greco.
Tornato a Napoli nel 1825, dopo la morte del padre, nel 1830 entrò nell'esercito borbonico come soldato semplice di cavalleria. Nel 1833 progettò, con il caporale Vito Romano e il tenente Francesco Angelotti, un attentato a Ferdinando II nella speranza che il suo successore, il principe di Capua fratello del re, concedesse la Costituzione sul modello della Costituzione spagnola del 1812. Ricorda così l'evento Luigi Settembrini:
(Luigi Settembrini, Ricordanze della mia vita, Parte prima (1813-1849), Milano, BUR)

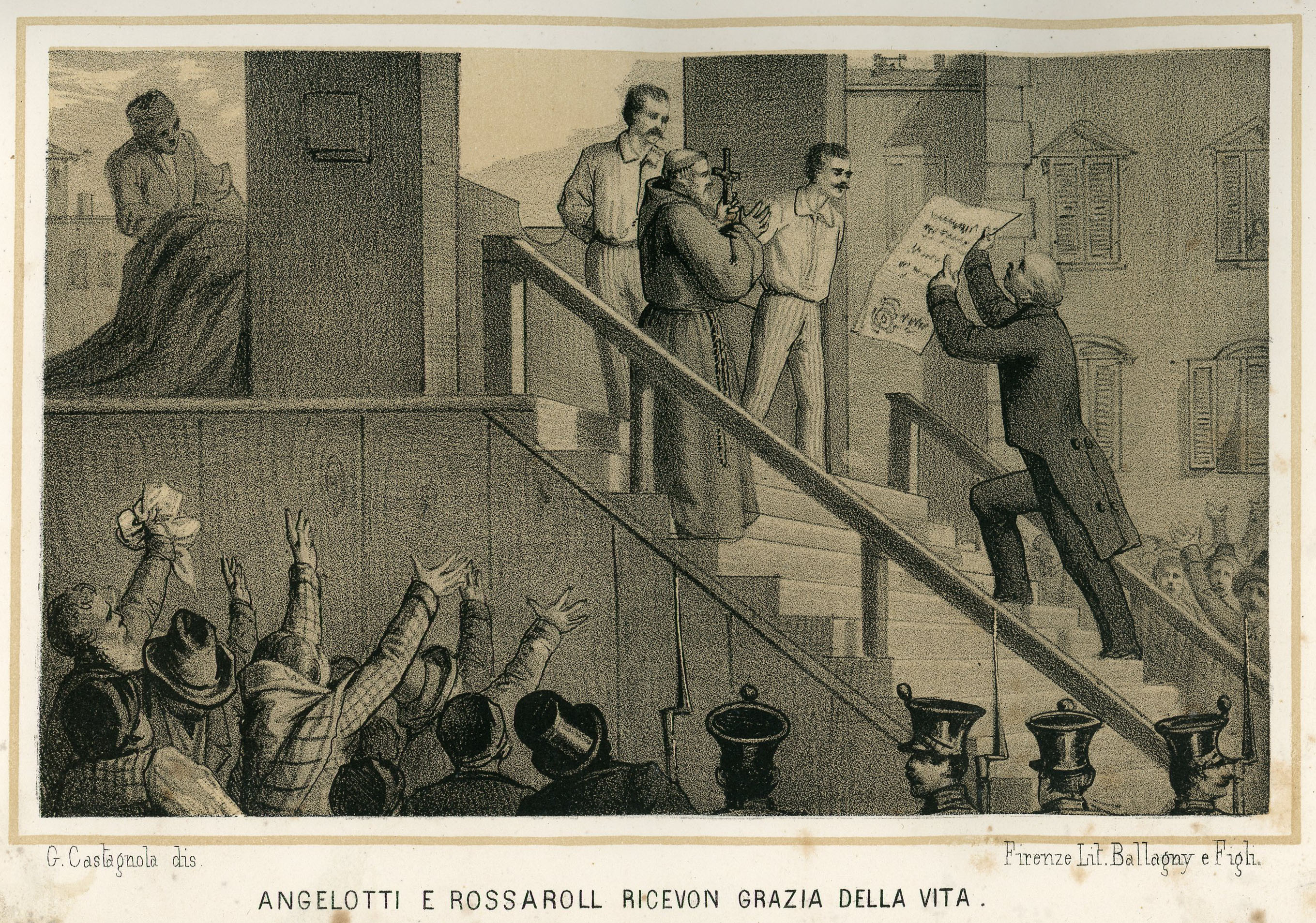
Angelotti e Rossaroll ricevon grazia della vita, litografia, 1864

Amnistiato nel febbraio 1848, fece parte del corpo di spedizione di 15 000 uomini che il governo costituzionale di Carlo Troya inviò in Lombardia, al comando di Guglielmo Pepe, in aiuto del Regno di Sardegna nella guerra contro l'Impero austriaco. Rimase ferito nello scontro di Santa Lucia. Dopo il richiamo dell'esercito delle Due Sicilie da parte di Ferdinando II, il 31 luglio 1848 Cesare Rosaroll si recò con numerosi altri militari dell'esercito borbonico (Guglielmo Pepe, Luigi e Carlo Mezzacapo, Enrico Cosenz, Alessandro Poerio, Girolamo Calà Ulloa, ecc.) a Venezia assediata e qui fu colpito a morte presso Forte Marghera a Mestre.